# Nikita Andrejewitsch Trjamkin
Nikita Andrejewitsch Trjamkin (russisch Никита Андреевич Трямкин; englische Transkription: Nikita Tryamkin; * 30. August 1994 in Jekaterinburg) ist ein russischer Eishockeyspieler, der seit April 2017 bei Awtomobilist Jekaterinburg in der Kontinentalen Hockey-Liga unter Vertrag steht.

## Karriere
Nikita Trjamkin begann seine Karriere als Eishockeyspieler in seiner Heimatstadt in der Nachwuchsabteilung von Spartakowez Jekaterinburg, in der er bis 2007 aktiv war. Anschließend wechselte er zum Stadtnachbarn Awtomobilist Jekaterinburg, für dessen Juniorenmannschaft Awto Jekaterinburg er die gesamte Saison 2011/12 in der multinationalen Nachwuchsliga Molodjoschnaja Chokkeinaja Liga verbrachte. Im Laufe der Saison 2012/13 kam der Verteidiger für die Profimannschaft von Awtomobilist Jekaterinburg zu seinem Debüt in der Kontinentalen Hockey-Liga. In seinem Rookiejahr erzielte er in 32 Spielen drei Tore und eine Vorlage. Parallel spielte er zudem weiterhin für Awto Jekaterinburg in der MHL.
Nach Ende der KHL-Saison 2015/16 unterzeichnete Trjamkin im März 2016 einen Einstiegsvertrag bei den Vancouver Canucks, die ihn im NHL Entry Draft 2014 an 66. Position ausgewählt hatten. Wenig später gab der Verteidiger sein NHL-Debüt und kam bis zum Ende der Saison auf 13 Einsätze sowie ein Tor und eine Vorlage.
Nach dem Auslaufen seines Zweijahresvertrages in Vancouver entschloss sich Trjamkin im April 2017 zu einer Rückkehr zu Awtomobilist Jekaterinburg in die KHL.

## Erfolge und Auszeichnungen
- 2014 Bronzemedaille bei der U20-Junioren-Weltmeisterschaft
- 2017 KHL-Verteidiger des Monats Oktober
- 2017 KHL-Verteidiger des Monats November

## Karrierestatistik
Stand: Ende der Saison 2018/19

### International
Vertrat Russland bei:
- U20-Junioren-Weltmeisterschaft 2014
- Weltmeisterschaft 2018

(Legende zur Spielerstatistik: Sp oder GP = absolvierte Spiele; T oder G = erzielte Tore; V oder A = erzielte Assists; Pkt oder Pts = erzielte Scorerpunkte; SM oder PIM = erhaltene Strafminuten; +/− = Plus/Minus-Bilanz; PP = erzielte Überzahltore; SH = erzielte Unterzahltore; GW = erzielte Siegtore; 1 Play-downs/Relegation; Kursiv: Statistik nicht vollständig)